# 尼斯特 (莱茵兰-普法尔茨州)
尼斯特是德国莱茵兰-普法尔茨州的一个市镇。总面积5.42平方公里，总人口955人，其中男性472人，女性483人（2011年12月31日），人口密度176人/平方公里。